# Körsvennen i Delfi
Körsvennen i Delfi, ca 475–466 f.Kr., även känd som Heniokhos ("tygel-hållaren"), är en av de mest berömda av den grekiska konstens bevarade skulpturer och betraktas allmänt som en av de finaste exemplen på bronsstatyer från antiken. Skulpturen, som är i naturlig storlek, upptäcktes 1896 i Apollons helgedom i Delfi och återfinns idag i arkeologiska museet i samma stad.
Statyn restes i Delfi 474 f.Kr. till minne av en seger i pythiska spelen som hölls i Delfi vart fjärde år till den pythiska Apollons ära. Körsvennen utgjorde ursprungligen en del av en större grupp som bestod av en vagn, fyra (möjligen sex) hästar och två hästskötare. Fragment av hästarna hittades i samband med utgrävningarna. Då skulpturgruppen uppfördes måste det ha varit en av den tidens mest imponerade monument.
En inskription på statyns kalkstensbas visar att den beställdes av Polysalos, tyrann i den grekiska kolonin Gela på Sicilien, som tack till Apollon för hans hjälp till segern i kapplöpningen. Inskriptionen lyder: "[P]OLUZALOS MA nETHÊK[EN] ...]ON AES EUONUM APOLL[ON] vilket rekonstruerats till "Polyzalos tillägnade mig. ... Ge honom lycka, Apollon".
De sicilianska städerna var mycket rika jämfört med de flesta städerna på det grekiska fastlandet, och deras härskare hade råd att ge gudarna de mest magnifika gåvorna och producera de bästa hästarna och körsvennerna. Det är dock osannolikt att statyn härstammar från Sicilien. Även om konstnären är okänd antyder en stilanalys att skulpturen bör ha tillverkats i Aten eftersom den i detaljeringen påminner om den s.k. Apollon i Pireus som man vet härstammar från Aten.
Förutom den vänstra armen är körsvennen intakt. Grekiska bronsskulpturer göts i sektioner som sedan sammanfördes. Då statyn upptäcktes var den i tre delar - huvudet och överkroppen, nedre delen av kroppen samt högerarmen. Den vänstra armen avlägsnades förmodligen från resten av statyn innan den begravdes för att skydda skulpturen från plundrare i samband med att helgedomen stängdes på 400-talet f.Kr.
Ynglingens rofyllda anlete tillhör statyns mest beundrade delar. Körsvennen är en av den få grekiska bronsstatyer som har kvar glasinläggningen i ögonen och koppardetaljerna i ögonfransar och läppar. Pannbandet är gjort av silver och kan en gång ha varit dekorerat med ädelstenar.
Lockarna på huvudets sidor visar att den är en mycket ung man. Liksom i dag valde man jockeys som var lätta men eftersom de även måste vara långa, valde man vanligen tonåringar. Körsvennens fotsida dräkt, xystis - körsvennarnas traditionella dräkt, fästes högt vid midjan med ett enkelt bälte. De två remmarna kring axlarna som korsar varandra på ryggen hindrade xystis från att blåsa upp under tävlingen.
Stilmässigt brukar körsvennen klassificeras som "tidigklassisk" eller räknas till den "stränga stilen" i grekisk konst. Skulpturen är mer naturalistisk än den arkaiska kouros men kroppsställningen är fortfarande stel jämfört med den klassiska periodens skulpturer. Huvudets lätta vridning är dock ett distinkt steg bort från den arkaiska skulpturen. Gestaltens naturtrogna fötter väckte stor beundran under antiken.